# Misterton (Nottinghamshire)
Pour les articles homonymes, voir Misterton.
Misterton est une paroisse civile et un village du Nottinghamshire, en Angleterre.